# Idaea cerussina
Idaea cerussina är en fjärilsart som beskrevs av Butler 1889. Idaea cerussina ingår i släktet Idaea och familjen mätare. Inga underarter finns listade i Catalogue of Life.